# U-14 (1935)
U-14 – niemiecki okręt podwodny typu IIB z okresu międzywojennego i II wojny światowej, o wyporności podwodnej 328 ton.
U-14 został zwodowany 28 listopada 1935 roku w stoczni Deutsche Werke w Kilonii. Po przyjęciu do służby w Kriegsmarine 18 stycznia 1936 roku, wszedł w skład 1. Flotylli U-Bootów „Weddingen” w Kilonii. Między lipcem a wrześniem 1937 roku służył na wodach hiszpańskich, po czym służąc w ramach kilku jednostek, zachował status okrętu operacyjnego do maja 1940 roku, gdy zaczął służyć jako jednostka szkolna. 3 września 1939 roku przeprowadził na Bałtyku nieskuteczny atak torpedowy na polski okręt podwodny ORP „Sęp”, który został przez Niemców oficjalnie uznany za pierwszy atak i pierwsze dokonane przez U-Boota zatopienie podczas tego konfliktu. W operacyjnym okresie swojej służby, odbył łącznie sześć patroli bojowych – biorąc m.in. udział w kampanii norweskiej, podczas których zatopił 9 jednostek o łącznym tonażu 12 344 BRT. U-14 został wycofany ze służby 3 kwietnia 1945 roku, miesiąc później zaś zatopiony przez własną załogę.

## Geneza
Okręt został zaprojektowany w tajnym biurze projektowym Ingenieurskantoor voor Scheepsbouw (IvS) w Holandii, gdzie nosił oznaczenie projektowe MVBIIB w wersji 1110C. Wśród przewidywanych zadań okrętów tego typu było przede wszystkim zabezpieczenie Bałtyku oraz żywotnych dla Niemiec linii żeglugowych między Niemcami i Szwecją, którymi transportowana była do Rzeszy ruda żelaza.
Kontrakt na budowę okrętu ze stocznią Deutsche Werke został zawarty 2 lutego 1935 roku. Stępka pod jednostkę została położona 6 lipca 1935 roku, po czym 28 grudnia okręt został zwodowany w Kilonii. 18 stycznia 1936 roku U-14 został przyjęty do służby w Kriegsmarine pod dowództwem Oberleutnanta zur See Victora Oehrna, rozpoczynając swoje działania w składzie 1. Flotylli U-Bootów „Weddingen”.

## Konstrukcja jednostki
U-14 był przybrzeżnym jednokadłubowym okrętem podwodnym typu IIB w wersji 1110C, wypierającym 279 ton na powierzchni, w zanurzeniu zaś 329 ton. Od oryginalnej konstrukcji 1110B jednostek typu IIB różnił się przedłużonym kioskiem z umieszczonymi na jego szczycie urządzeniami umożliwiającymi bezpośrednie sterowanie okrętem.
U-14 był jednostką o długości 42,7 metra, szerokości 4,08 metra i zanurzeniu 3,9 metra. Napęd zapewniały dwa 6-cylindrowe czterosuwowe silniki Diesla Motorenwerke Mannheim MWM RS127S o łącznej mocy 700 KM przy 1000 obrotów na minutę oraz dwa silniki elektryczne SSW PG W322/26 o mocy 300 kW. Układ napędowy zapewniał mu możliwość osiągnięcia prędkości 13 węzłów na powierzchni oraz 7 węzłów w zanurzeniu. Okręt miał stosunkowo niewielki zasięg 3100 mil morskich przy prędkości 8 węzłów na powierzchni oraz 35–45 mil w zanurzeniu, przy prędkości podwodnej 4 węzłów. Znaczącą zaletą okrętu był bardzo krótki czas zanurzania awaryjnego, nieprzekraczający 25 sekund. Architektura i konstrukcja tych okrętów zapewniała im głębokość zanurzenia testowego wynoszącą 100 metrów. Stery głębokości umieszczone były na śródokręciu, zaś stery kierunku za dwoma śrubami.
Okręt wyposażony był w trzy wyrzutnie torpedowe kalibru 53,3 cm na dziobie, z dwiema torpedami G7a lub G7e w zapasie. U-14 nie miał na wyposażeniu klasycznego działa okrętowego – jego uzbrojenie uzupełniało jedynie jedno działko przeciwlotnicze kalibru 2 cm, od roku 1942 zastąpione przez podwójne działko tego samego kalibru. Zamiennie z torpedami okręt mógł przenosić do 18 wystrzeliwanych z wyrzutni torpedowych min.

## Służba okrętu
Po wejściu do służby, U-14 – obok innych jednostek typu IIB – tworzył trzon szkolenia załóg na Bałtyku, od lipca do września 1937 roku operował jednak na wodach hiszpańskich, biorąc w ten sposób udział w toczonej w tym kraju wojnie domowej.

### Służba operacyjna podczas wojny
Krótko przed wybuchem II wojny światowej – od października 1937 roku działający w składzie 3. Flotylli U-Bootów „Lohs” – U-14, został wysłany do Memel, skąd miał prowadzić działania przeciwko polskiej Marynarce Wojennej. 30 sierpnia 1939 roku – pod dowództwem kapitänleutnanta Horsta Wellnera – wraz z pięcioma innymi U-Bootami na Bałtyku wyszedł na swój pierwszy patrol bojowy. Zadaniem okrętu w tym rejsie miało być zwalczanie jednostek przeciwnika.

#### Atak na „Sępa”
3 września o godzinie 20:22 patrolujący u wejścia do Zatoki Gdańskiej U-14 wynurzył się i wykrył polski okręt podwodny ORP „Sęp”, po czym nieodkryty podszedł bliżej celu na powierzchni, z uwagi na brak szans na doścignięcie go pod wodą. Z odległości kilometra wystrzelił ok. 20:42 pojedynczą torpedę, po czym zanurzył się, nie chcąc ryzykować walki z silniejszym okrętem. Przyjmuje się, że wystrzelona torpeda G7a T1 z zapalnikiem magnetycznym Pi1 eksplodowała przedwcześnie, zbyt daleko od polskiego okrętu. W rzeczywistości wybuch, który wzięto za wybuch pocisku artyleryjskiego, został zaobserwowany 200–500 metrów za rufą „Sępa” i nie spowodował uszkodzeń, a torpeda była ponadto niecelna z uwagi na większą prędkość polskiego okrętu. Niemcy, nieświadomi dotąd błędu konstrukcyjnego swoich zapalników magnetycznych, który kilka miesięcy później zaważył na wynikach U-Bootów w kampanii norweskiej, słysząc eksplozję założyli zniszczenie polskiej jednostki. U-14 wynurzył się i na miejscu celu z pokładu U-Boota dostrzeżono plamę na wodzie, którą wzięto za plamę oleju napędowego. Upewniło to niemieckiego dowódcę, że okręt polskiego dywizjonu został zatopiony, toteż kpt Wellner przekazał informacje o tym do FdU Ost. W niemieckich dokumentach atak U-14 na polski okręt podwodny został w związku z tym oficjalnie zapisany jako pierwszy atak niemieckiej jednostki podwodnej podczas wojny, i pierwsze zatopienie dokonane przez nową generację U-Bootów. Kończąc swój pierwszy wojenny patrol, 8 września U-14 zawinął do Kilonii.
| Dowódcy okrętu               | Dowódcy okrętu       | Dowódcy okrętu       |
| ---------------------------- | -------------------- | -------------------- |
| Kptlt. Victor Oehrn          | 18 stycznia 1936     | 4 października 1937  |
| Kptlt. Horst Wellner         | 5 października 1937  | 11 października 1939 |
| Oblt. Herbert Wohlfarth      | 19 października 1939 | 1 czerwca 1940       |
| Kptlt. Gerhard Bigalk        | 2 czerwca 1940       | sierpień 1940        |
| Oblt. Hans Heidtmann         | sierpień 1940        | 29 września 1940     |
| Kptlt. Jürgen Koenenkamp     | 30 września 1940     | 19 maja 1941         |
| Oblt. Hubertus Purkhold      | 20 maja 1941         | 9 lutego 1942        |
| Oblt. Klaus Petersen         | 10 lutego 1942       | 30 czerwca 1942      |
| Oblt. Walter Köhntopp        | 1 lipca 1942         | 20 lipca 1943        |
| Oblt. Karl-Hermann Bortfeldt | 21 lipca 1943        | 1 lipca 1944         |
| Oblt. Hans-Joachim Dierks    | 2 lipca 1944         | 3 marca 1945         |

#### Rozpoznanie Orkadów
Już 13 września 1939 roku U-14 wyszedł z Kilonii na swój kolejny patrol, podczas którego miał działać przeciw brytyjskiej flocie w Firth of Moray. Podczas tego rejsu U-14 przeprowadzić miał szczegółowy rekonesans rejonu Orkadów i podejść do Scapa Flow. Uzyskane stąd informacje zostały wykorzystane przez Günthera Priena, gdy dowodząc U-47 przeprowadził zakończony zatopieniem brytyjskiego pancernika „Royal Oak” atak na Scapa Flow. 24 września U-14 przeprowadził swój drugi podczas tej wojny atak na nieprzyjacielski okręt podwodny. Przeprowadzony w zanurzeniu atak torpedowy na brytyjską jednostkę, podobnie jak wcześniejszy atak na „Sępa” okazał się nieskuteczny – prawdopodobnie ponownie na skutek zbyt wczesnego zadziałania zapalnika magnetycznego. Pięć dni później U-14 zakończył patrol w Kilonii.

#### Kolejne patrole
19 października dowództwo U-14 objął pełniący dotąd funkcję oficera wachtowego na U-16 Kptlt Herbert Wohlfarth. Na kolejny patrol bojowy okręt wyszedł jednak dopiero 17 stycznia 1940 roku, z zadaniem operowania w południowej części Morza Północnego – między Antwerpią, a ujściem Tamizy. 25 stycznia przeprowadził swój pierwszy skuteczny atak, zatapiając płynący bez eskorty norweski parowiec SS „Biarritz” o pojemności 1752 BRT. Dzień później U-14 zakończył swój patrol w Wilhelmshaven.
11 lutego 1940 roku okręt wyszedł na kolejny patrol z zadaniem operowania w rejonie przylądka Kinnaird Head. Cztery dni później zatopił duński parowiec SS „Sleipner” (1066 BRT), dzień później zaś kolejną należącą do tego kraju jednostkę SS „Rhone” (1064 BRT) i szwedzkie parowce SS „Osmed” (1526 BRT) oraz „Liana” (1664 BRT). Wszystkie cztery statki zatopione zostały za pomocą ataku torpedowego na północ od Kinnaird Head. 20 lutego U-14 powrócił do Wilhelmshaven.
Swój piąty patrol U-14 przeprowadził ponownie w południowej części Morza Północnego, gdzie 7 marca zatopił holenderski parowiec SS „Vecht” (1995 BRT), dwa dni później zaś trzy brytyjskie statki – SS „Borthwick” (1097 BRT), „Abbotsford” (1585 BRT) i „Akeld” (643 BRT). 11 marca 1940 roku okręt powrócił z patrolu cumując w Kilonii.

#### Operacja Hartmud
4 kwietnia 1940 roku U-14 opuścił Kilonię z zalakowanymi rozkazami, celem wzięcia udziału w operacji Hartmud. Otwarte dwa dni później rozkazy kierowały okręt ku wybrzeżom Norwegii, gdzie począwszy od 9 kwietnia U-14 wspierać miał niemieckie oddziały i siły morskie w trakcie lądowania w Norwegii oraz zapobiegać jakimkolwiek brytyjskim próbom przeszkodzenia inwazji. Okręt został przydzielony do 3. Grupy U-Bootów, której rejonem operacyjnym był obszar w pobliżu Bergen. Zarówno U-14 jak i cztery inne niemieckie U-Booty 3. Grupy, nocą z 14 na 15 kwietnia pobrały w morzu paliwo z jednostki zaopatrzeniowej, po czym rozpoczęły patrolowanie w pobliżu Trondheim, celem stawienia oporu brytyjskiemu lądowaniu w rejonie. Jednostki te zostały jednak po kilku dniach zmienione przez U-17, U-23 i U-24, same zaś ruszyły na południe w kierunku Bergen. Gdy do 25 kwietnia nie nastąpiło brytyjskie lądowanie, U-14 wraz z innymi okrętami został skierowany na wschód od Szetlandów. 5 maja 1940 roku, po bezowocnym rejsie, okręt powrócił do Kilonii.

### Dalsze losy okrętu
Od lipca 1940 roku U-14 ponownie służył jako jednostka szkolno-treningowa na Bałtyku, najpierw w 24., a następnie 22. Flotylli U-bootów. Na początku 1945 roku 22. Flotylla została przeniesiona do Wilhelmshaven, gdzie 3 kwietnia U-14 został wycofany ze służby i zatopiony przez własną załogę 5 maja 1945 roku.
Ogółem U-14 odbył sześć patroli bojowych, dwukrotnie bez powodzenia atakował nieprzyjacielskie okręty podwodne, zatopił jednak dziewięć jednostek cywilnych o łącznym tonażu 12 382 BRT. W trakcie służby wchodził w skład kolejno 1. Flotylli U-Bootów (styczeń 1936 – październik 1937), 3. Flotylli U-Bootów (październik 1937 – październik 1939), 1. U-Ausbildungsflottille (listopad 1939 – czerwiec 1940), 24. Flotylli (lipiec – grudzień 1940), 22. Flotylli (Gdynia; styczeń 1941 – luty 1945), 22. Flotylli (Wilhelmshaven; marzec - maj 1945).